# Урусуи

Урусуи на карте штата.

Урусуи́ (порт. Uruçuí) — муниципалитет в Бразилии, входит в штат Пиауи. Составная часть мезорегиона Юго-запад штата Пиауи. Входит в экономико-статистический микрорегион Алту-Парнаиба-Пиауиенси. Население составляет 20 149 человек на 2010 год. Занимает площадь 8411,908 км². Плотность населения — 2,40 чел./км².

## Демография
Согласно сведениям, собранным в ходе переписи 2010 г. Национальным институтом географии и статистики (IBGE), население муниципалитета составляет:
| Полное население                               | Полное население                               | Полное население                               | Полное население                               | 20 149 |
| ---------------------------------------------- | ---------------------------------------------- | ---------------------------------------------- | ---------------------------------------------- | ------ |
| в том числе:                                   | Городское население                            | 15 505                                         | Процент городского населения, %                | 76,95  |
|                                                | Сельское население                             | 4644                                           | Процент сельского населения, %                 | 23,05  |
|                                                | Мужское население                              | 9909                                           | Процент мужского населения, %                  | 49,18  |
|                                                | Женское население                              | 10 240                                         | Процент женского населения, %                  | 50,82  |
| Плотность населения, чел/км²                   | Плотность населения, чел/км²                   | Плотность населения, чел/км²                   | Плотность населения, чел/км²                   | 2,40   |
| Население муниципалитета в % к населению штата | Население муниципалитета в % к населению штата | Население муниципалитета в % к населению штата | Население муниципалитета в % к населению штата | 0,65   |

По данным оценки 2016 года, население муниципалитета составляет 21 011 жителей.